# Formation de Tiourarén
La formation de Tiourarén est une formation géologique jurassique, affleurant principalement dans le nord du Niger dans les environs d’Ingall dans la région d'Agadez, ainsi que sur une surface beaucoup restreinte dans le sud de l'Algérie. Elle est l'équivalent du groupe ou argiles d'Irhazer, des sédiments détritiques fins déposés dans un environnement de plaines marécageuses.
La formation de Tiourarén surmonte les grès d'Assaouas du groupe d'Agadez, et est elle-même couverte par la formation de Tazolé du groupe de Tegama.

## Datation
L'âge des sédiments de la formation de Tiourarén qui affleurent dans le bassin d'Iullemmeden ou d'Ouelleminden était initialement daté du Crétacé inférieur (Hauterivien à Barrémien) soit il y a environ 130 Ma (millions d'années). En 2009, une nouvelle étude paléontologique des fossiles contenus dans les sédiments (poissons, invertébrés, vertébrés terrestres) révise sensiblement cette datation en lui attribuant un âge à la limite entre le Jurassique moyen (Bathonien terminal), et le Jurassique supérieur (Oxfordien inférieur), il y a environ entre 167 et 161 Ma (millions d'années).

## Paléofaune de vertébrés terrestres
| Dinosaures découverts dans la formation de Tiourarén | Dinosaures découverts dans la formation de Tiourarén | Dinosaures découverts dans la formation de Tiourarén | Dinosaures découverts dans la formation de Tiourarén | Dinosaures découverts dans la formation de Tiourarén                                     | Dinosaures découverts dans la formation de Tiourarén | Dinosaures découverts dans la formation de Tiourarén |
| Genre                                                | Espèce                                               | Site                                                 | Position stratigraphique                             | Fossiles                                                                                 | Notes                                                | Images                                               |
| ---------------------------------------------------- | ---------------------------------------------------- | ---------------------------------------------------- | ---------------------------------------------------- | ---------------------------------------------------------------------------------------- | ---------------------------------------------------- | ---------------------------------------------------- |
| Afrovenator                                          | A. abakensis                                         |                                                      |                                                      | Crâne partiel associé à des restes post-crâniens                                         | Un théropode mégalosauridé                           |                                                      |
| Jobaria                                              | J. tiguidensis                                       |                                                      |                                                      | Un crâne ainsi que plusieurs squelettes                                                  | Un sauropode eusauropode                             |                                                      |
| Spinostropheus                                       | S. gautieri                                          |                                                      |                                                      |                                                                                          | Un théropode cératosaurien                           |                                                      |
| Spinophorosaurus                                     | S. nigerensis                                        |                                                      |                                                      | Squelette quasi complet à l'exception des extrémités des pattes et d'une partie du crâne | Un sauropode basal                                   |                                                      |